# 沒有眼淚的小丑抬頭望着沒有太陽和月亮的天空
《沒有眼淚的小丑抬頭望着沒有太陽和月亮的天空》（涙を流せないピエロは太陽も月もない空を見上げた）是GENERATIONS的第4張原創專輯。於2017年7月5日發行。唱片公司為rhythm zone。

## 概要
- 與上一張原創專輯《SPEEDSTER》相距約1年零4個月。
- 收錄第12張單曲《涙》至第14張單曲《日月皆同》3首A面曲和2首B面曲，更收錄EXILE TRIBE合輯「HiGH & LOW ORIGINAL BEST ALBUM」收錄曲《RUN THIS TOWN》。
- 新曲《天空》為此專輯的主打曲目、GENERATIONS第4首翻唱歌曲，是電影『哥哥太愛我了怎麼辦』的主題曲。
- 新曲《Y.M.C.A.》為GENERATIONS第5首翻唱歌曲，原唱者為村民。
- 本作的標題『沒有眼淚的小丑抬頭望着沒有太陽和月亮的天空』是由3首收錄單曲『淚』、『PIERROT』、『日月皆同』以及新曲《天空》組合而成。
- 本作分「初回限定盤（CD+2Blu-rays）」、「初回限定盤（CD+2DVDs）」、「通常盤（CD+2Blu-rays）」、「通常盤（CD+2DVDs）」和「CD盤」5種版本
- 「初回限定盤」收錄了《涙》、《PIERROT》、《日月皆同》、新曲《天空》、《NEXT》和《be the ONE》6首歌曲的Music Video，並收錄GENERATIONS單獨演唱會「GENERATIONS LIVE TOUR 2016 "SPEEDSTER"」公演的部分影像及記錄片（Documentary Movie）
- 在7月17日於公信榜專輯週排行榜取得第2位。

## 收錄內容

### CD
1. 日月皆同（太陽も月も）
（作詞：小竹正人、作曲：HIKARI、Hani、Dejo）
14th單曲、洋服的青山「Lost and Found」電視廣告歌曲
2. Togetherness
（作詞：和田昌哉、作曲：PIUS、FAST LANE、Chris Hope）
14th單曲、BOURBONFettuccine橡皮糖「WATER PREAL」電視廣告歌曲
《日月皆同》B面曲
3. SOUND OF LOVE
（作詞：和田昌哉、作曲：Mats Lie Skare・Chris Hope・SHIKATA）
13th單曲
《PIERROT》B面曲
4. Make Your Mine
（作詞：和田昌哉、作曲：CHRIS HOPE, ANDREW CHOI, SIMON JANLOV）
5. 天空
（作詞：RYO, Seiji Omote、作曲：Seiji Omote）
電影《哥哥太愛我了怎麼辦》的主題曲
6. Stupid ～紅色的手鍊～（Stupid ～真っ赤なブレスレット～）
（作詞：小竹正人、作曲：SHIKATA, PIUS, MAXX SONG, CASPER）
7. 涙
（作詞：小竹正人、作曲：春川仁志）
12th單曲
8. Pray
（作詞：片寄涼太、作曲：FAST LANE, ERIK LIDBOM）
9. PIERROT
（作詞：小竹正人、作曲：Chris Meyer, Kevin Charge）
13th單曲、朝日電視台「お願い!ランキング」2016年11月份片尾曲、遊戲《精靈寶可夢 太陽／月亮》的電視廣告歌曲和BOURBON《Fettuccine橡皮糖》電視廣告歌曲
10. RUN THIS TOWN
（作詞：P.O.S.、作曲：KENTZ, SHIKATA, CHRIS HOPE, J FAITH）
日本電視台電視劇『HiGH&LOW 熱血街頭』劇中歌曲
11. be the ONE
（作詞：Shoko Fujibayashi、作曲：FAST LANE, ERIK LIDBOM）
12. NEXT
（作詞：數原龍友、作曲：HIKARI, SIRIUS, BIG-F）
13. Y.M.C.A.
（作詞：Victor Edward Wills, Henri Belolo、作曲：Jacques Morali）

### DVD（Disc 1）
Music Video
1. 涙 （Music Clip）
2. PIERROT （Music Clip）
3. 日月皆同 （Music Clip）
4. 天空 （Music Clip）
5. NEXT （Music Clip）
6. be the ONE （Music Clip）

### DVD（Disc 2）
Document Video
1. GENERATIONS LIVE TOUR 2016 “SPEEDSTER” Documentary Final Stretch

Live Video -GENERATIONS LIVE TOUR 2016 “SPEEDSTER” Special Selection-
1. 涙
2. Vocal Acoustic Medley
3. PERFORMER'S SHOWCASE "The Mad Show"
4. RUN THIS TOWN
5. PIERROT

## 外部連結
YouTube上的天空